# Caproni Ca.100
Caproni Ca.100 – włoski samolot szkolno-treningowy, powstały w drugiej połowie lat 20. XX wieku.
Samolot był wzorowany na konstrukcji udanego samolotu de Havilland DH.60 Moth i różnił się od niego w niewielu szczegółach. Jedną ze zmian było wydłużenie dolnego płata. Większość samolotów napędzana była brytyjskimi silnikami Gipsy, część jednak zaopatrzono w silniki włoskiej produkcji Isotta-Fraschini, FIAT, Farina lub Colombo.
Jedną z wersji był wodnosamolot Ca.100 Idro, na którym w 1931 pobity został rekord wysokości lotu dla wodnosamolotów. Ca.100 osiągnął wówczas pułap 5324 m. W 1934 powstała wersja z mocniejszym silnikiem gwiazdowym Walter NZ i czterema wyrzutnikami niewielkich bomb.
Samolot wszedł do służby w 1929 i był wykorzystywany do celów wojskowych i cywilnych.
Na zamówienie włoskiego lotnictwa wojskowego Ca.100 został wyprodukowany w znacznej liczbie 675 egzemplarzy (plus dwa prototypy). Produkcję samolotu podjęto także w Peru w ramach kontraktu zawartego przez firmę Caproni. Powstała tam nawet fabryka samolotów, ze względu jednak na znaczne koszty produkcji powstało tam jedynie 12 płatowców. Produkcję licencyjną podjęli także Bułgarzy, którzy samolot ten nazwali KB-1 Peperuda.

## Wersje
- Ca.100 z rzędowym silnikiem 4-cylindrowym Blackburn Cirrus Minor albo Cirrus Hermes
- Ca.100 z rzędowym silnikiem 4-cylindrowym DH Gipsy, Gipsy Major albo Colombo S.53
- Ca.100 z rzędowym silnikiem 6-cylindrowym IF Asso 80R albo Colombo S.63
- Ca.100 z gwiazdowym silnikiem 5-cylindrowym Farina T.58
- Ca.100 z gwiazdowym silnikiem 7-cylindrowym FIAT A.50, A.53 albo A.54
- Ca.100 z gwiazdowym silnikiem 9-cylindrowym Walter NZ
- Ca.100 Idro – wodnopłatowiec z silnikiem rzędowym S.63
- Ca.100 Idro – wodnopłatowiec z silnikiem gwiazdowym T.58, A.53 albo A.54

## Opis konstrukcji
Dwupłatowiec o konstrukcji mieszanej; górny płat krótszy niż dolny.